# لورا ديماركو
لورا ديماركو (بالإنجليزية: Laura DeMarco)‏ هي رياضياتية أمريكية، ولدت في 15 نوفمبر 1974. حاصلةُ على جائزة روث ليتل ساتر في الرياضيات عام 2017.